# Cruz Blanca, Puebla
Cruz Blanca är en ort i Mexiko.   Den ligger i kommunen Zautla och delstaten Puebla, i den sydöstra delen av landet, 160 km öster om huvudstaden Mexico City. Cruz Blanca ligger 2 402 meter över havet och antalet invånare är 317.
Terrängen runt Cruz Blanca är kuperad. Runt Cruz Blanca är det ganska tätbefolkat, med 72 invånare per kvadratkilometer. Närmaste större samhälle är San Miguel Tenextatiloyan, 1,7 km sydost om Cruz Blanca. Trakten runt Cruz Blanca består till största delen av jordbruksmark.